# Väntar på en ängel
Väntar på en ängel är Oskar Linnros tredje soloalbum. 

## Låtlista
| Nr  | Titel                  | Kompositör                     | Längd |
| --- | ---------------------- | ------------------------------ | ----- |
| 1.  | Väntar på en ängel     | Oskar Linnros                  | 4:30  |
| 2.  | GåApaGå                | Linnros                        | 2:24  |
| 3.  | ÖverAllt (med Cherrie) | Linnros, Isak Alverus, Cherrie | 3:26  |
| 4.  | Bäst                   | Linnros                        | 3:45  |
| 5.  | Född att slåss         | Linnros                        | 3:15  |
| 6.  | Psalm för skolgårdar   | Linnros                        | 2:53  |
| 7.  | GeGeGeGe               | Linnros, Elias Kapari          | 3:38  |
| 8.  | Wifi                   | Linnros                        | 3:20  |
| 9.  | Fri Interlude          | Linnros                        | 0:31  |
| 10. | Fri                    | Linnros, Måns Asplund          | 4:03  |
| 11. | Oavsett                | Linnros                        | 4:00  |
| 12. | Ängladamm              | Linnros, Kapari                | 3:27  |